# Macrodactylus infuscatus
Macrodactylus infuscatus är en skalbaggsart som beskrevs av Bates 1887. Macrodactylus infuscatus ingår i släktet Macrodactylus och familjen Melolonthidae. Utöver nominatformen finns också underarten M. i. vicinus.